# Loropetalum
Loropetalum là một chi thực vật có hoa trong họ Hamamelidaceae.